# Leucania semicana
Leucania semicana là một loài bướm đêm trong họ Noctuidae.